# Абел Ганс
Абѐл Ганс (на френски: Abel Gance) е френски режисьор, актьор и сценарист. 

## Биография
Роден е на 25 октомври 1889 г. в Париж като извънбрачно дете и е отгледан от работническото семейство на майка си. На 14 години напуска училище, работи като актьор и сценарист в театъра и киното, а от 1911 г. режисира собствени филми. В междувоенния период става известен с неми филми, като „Лудостта на доктор Тюб“ („La Folie du docteur Tube, 1915), „Аз обвинявам“ („J'accuse“, 1919), „Колелото“ („La Roue“, 1923), „Наполеон“ („Napoléon“, 1927).
Абел Ганс умира на 10 ноември 1981 г. в Париж.

## Избрана филмография
| година | филм      | оригинално заглавие | бележки |
| ------ | --------- | ------------------- | ------- |
| 1952   | Наполеон  | Napoléon            |         |
| 1960   | Аустерлиц | Austerlitz          |         |